# Schateiland
Schateiland (Engels: Treasure Island) is een avonturenroman van de Schotse auteur Robert Louis Stevenson, in 1881-1882 als feuilleton verschenen in een jeugdblad en als boek uitgegeven in 1883. Het was Stevensons eerste succesvolle werk als schrijver.
Het verhaal werd aanvankelijk in delen gepubliceerd in het blad Young Folks aan het eind van de 19e eeuw, in het begin onder de titel The Sea Cook maar later als Treasure Island.

## Nederlandstalige edities
Het boek verscheen in het Nederlands in 1885, onder de titel Goudeiland : gevaarlijke tocht met de Hispaniola te midden van boekaniers, en later onder de titels Onder de boekaniers, Het schatteneiland, Schateiland, Het goudeiland, Goud-eiland,  Zeeroverseiland.

## Verhaal

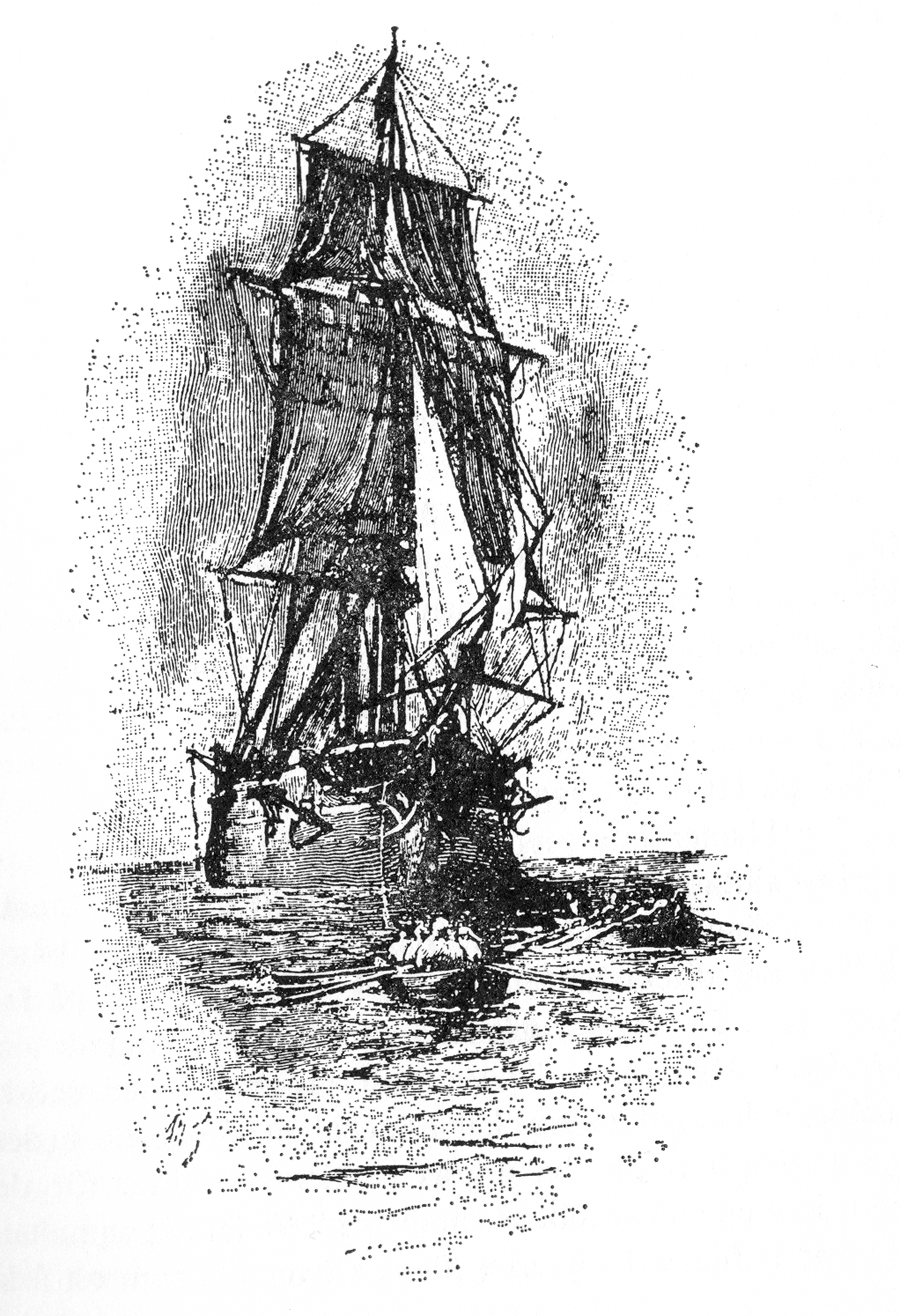
Illustratie bij het 13de hoofdstuk van Schateiland

Jim Hawkins woont in de herberg van zijn ouders, net buiten de stad Bristol in Engeland. Als er op een dag ene Billy Bones komt om te overnachten, raakt Jim onder de indruk van deze man. Zeker nadat Billy na een paar dagen komt te overlijden aan een beroerte, veroorzaakt door te veel rum en de komst van een blinde piraat, Pew genaamd, die hem de zwarte vlek geeft (een doodvonnis van piraten onderling). Jim vindt op zijn kamer een scheepskoffer, daarin vindt hij zijn logboek en een schatkaart waarop schedeleiland staat getekend. Nadat hij deze vondst heeft gedaan hoort hij voetstappen net buiten de herberg. Jim maakt zich gauw uit de voeten en brengt een bezoek aan dokter Livesey en John Trelawney, die na het bestuderen van de kaart tot de conclusie komen dat het daadwerkelijk om een goudschat gaat, een schat van kapitein Flint.
Al gauw wordt er een expeditie op gang gezet onder leiding van Kapitein Smollett. Een aantal bemanningsleden blijken later oudgedienden van Kapitein Flint te zijn, zoals Long John Silver, Israel Hands en wat andere piraten. Met Dokter Livesey, jonker Trelawney en Jim mee aan boord gaan de mannen op zoektocht. Bij het naderen van het eiland ontstaat er muiterij onder de bemanning. Long John Silver, de scheepskok, wil het schip overnemen van Kapitein Smolett. Er ontstaat een tweekamp op het schip. Bij het naderen van een eiland weet Jim het schip te ontvluchten met de schatkaart en zwemt naar het eiland toe. Daar treft hij Ben Gunn aan, die beweert dat hij daar een aantal jaren geleden is achtergelaten. Nadat Long John Silver en zijn mannen ook op het eiland aangekomen zijn, ontstaat er een kat-en-muisspel tussen Jim en Silver om de schatkaart en het vinden van de schat. Silver krijgt het ook aan de stok met zijn eigen bemanning, die hem niet vertrouwt en denkt dat hij de schat voor zichzelf wil houden. Als de schat gevonden wordt, wordt de buit verdeeld onder degenen die trouw zijn gebleven aan jonker Trelawney (inclusief Ben Gunn) en daarna keren ze weer huiswaarts. De overlevende piraten (behalve Silver, die gevangengenomen is) worden op het eiland achtergelaten. Kort voor aankomst in Engeland weet Silver te ontsnappen met een deel van de buit.

## Hoofdpersonen
- Jim Hawkins
- Long John Silver
- Billy Bones
- John Squire Trelawney
- Dokter Livesey
- Blind Pew
- Israel Hands
- Kapitein Flint
- Ben Gunn
- Kapitein Alexander Smolett

## Structuur
Het verhaal is verdeeld in zes delen en 34 hoofdstukken. De meeste van deze hoofdstukken worden verteld door de jongen Jim Hawkins. Enige uitzondering zijn de hoofdstukken 16 t/m 18.

## Verfilmingen van Schateiland
- 1908 (stomme film), film is waarschijnlijk verloren gegaan
- 1912 (stomme film), film is waarschijnlijk verloren gegaan
- 1918 (stomme film), regie Chester Franklin, hoofdrollen Violet Radcliffe (Long John Silver), Francis Carpenter (Jim Hawkins), Virginia Lee Corbin (geliefde van Jim); de filmrollen werden vertolkt door kinderen met meisjes in de hoofdrol; de film bleef niet geheel trouw aan het boek: zo werd er een vrouwelijke tegenspeler er in verwerkt tegenover Jim Hawkins
- 1934 (met geluid), regie Victor Fleming, hoofdrollen Wallace Beery (John Silver), Jackie Cooper (Jim Hawkins)
- 1950 (geluid en kleur), regie Byron Haskin, hoofdrollen Robert Newton (Long John Silver), Bobby Driscoll (Jim Hawkins)
- 1971: De vrolijke piraten van Schateiland, een Japanse animefilm
- 1972: regie John Hough, hoofdrollen Orson Welles (Long John Silver), Kim Burfield (Jim Hawkins); de film is wat grimmiger dan zijn voorgangers
- 1990: regie Fraser Clarke Heston, hoofdrollen Charlton Heston (Long John Silver), Christian Bale (Jim Hawkins)
- 1996: Muppet Treasure Island, regie Brian Henson, hoofdrollen Tim Curry (Long John Silver), Kevin Bishop (Jim Hawkins), Kermit the Frog (Captain Smollet), Miss Piggy (Benjamina Gunn)
- 1999: regie Peter Rowe, hoofdrollen Jack Palance (Long John Silver), Kevin Zegers (Jim Hawkins), Patrick Bergin (Billy Bones)
- 2002: Piratenplaneet, een meer sciencefictionachtige bewerking van het verhaal, geproduceerd door Disney
- 2006: Pirates of Treasure Island
- 2012: Treasure Island, regie Steve Barron

## Bewerkingen voor televisie
- 1955: The Adventures of Long John Silver, 26 afleveringen tellende serie van Pagewood Studios
- 1957: Schatteneiland, een jeugdreeks van het NIR (het huidige VRT)[2]
- 1964: Mr. Magoo's Treasure Island, een cartoonreeks uit de serie The Famous Adventures of Mr. Magoo (1964)
- 1968: Treasure Island, een BBC-serie
- 1977: Treasure Island, een miniserie uit 1977 met Ashley Knight en Alfred Burke
- 1978: Schateiland, een Japanse animeserie, Nederlandse nasynchronisatie uitgezonden door VARA in 1981-1984
- 1982: Treasure Island, een Sovjet-serie
- 1993: The Legends of Treasure Island, een animatieserie met antropomorfe dieren in de hoofdrol
- 2014: Black Sails, een reeks over de gebeurtenissen die voorafgingen aan Stevensons verhaal